# 維偉卡·孔德勞
維偉卡·孔德勞（1974年10月9日—），生於印度新德里，2009年3月5日，受美國歐巴馬總統任命，成為首任美國聯邦資訊長（Federal Chief Information Officer of the United States）。

## 生平
孔德勞生於印度新德里，一歲時跟隨家人移居至坦尚尼亞，因此，他學會斯瓦希里语，英文以及印地語。11歲時，他的家庭移民至美國華盛頓哥倫比亞特區。
他大學畢業於馬里蘭大學學院市分校，心理學系學士。在馬里蘭大學（University of Maryland University College），得到資訊科學碩士。他也完成了維吉尼亞大學索利森學院（Sorensen Institute for Political Leadership）的課程。